# 広瀬平治郎

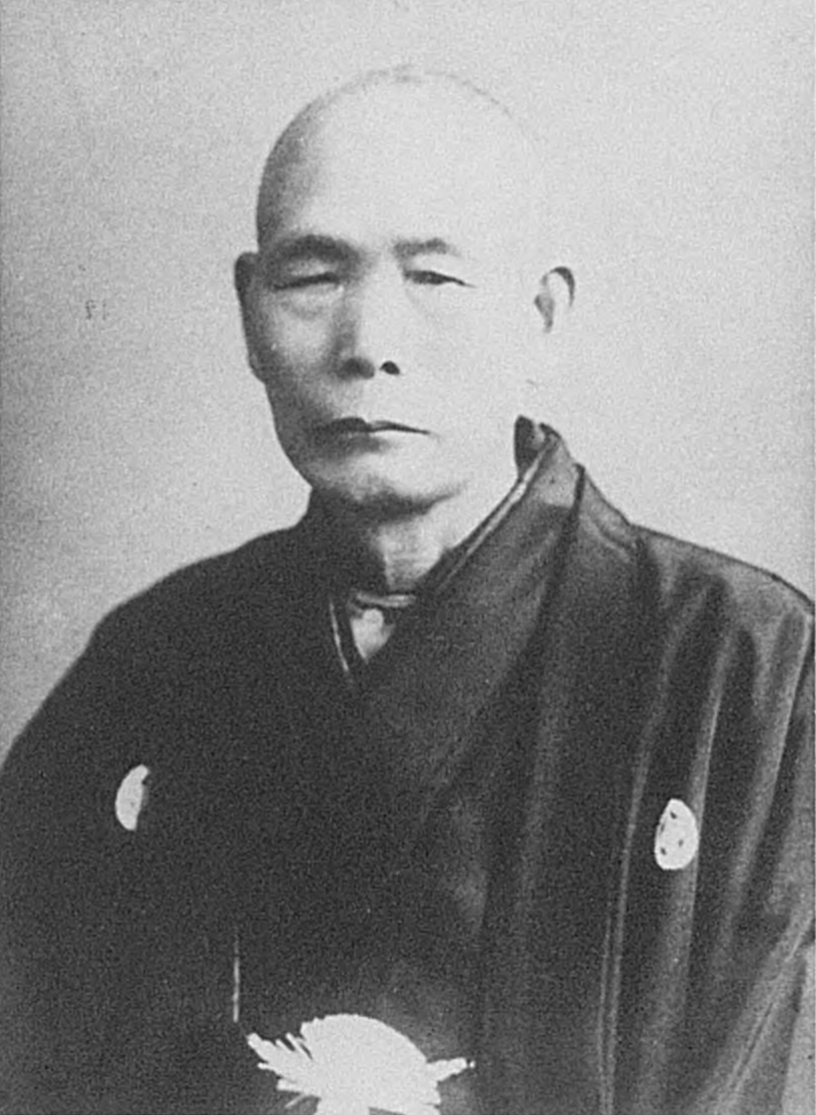
広瀬平治郎

広瀬 平治郎（ひろせ へいじろう、1865年10月31日〈慶応元年9月12日〉 - 1940年〈昭和15年〉5月16日）は、日本の囲碁棋士。方円社5代目社長、八段。

## 生涯
美作国苫田郡東苫田村（現・岡山県津山市）の農家に生まれる。幼時から学問に秀でており、12、3歳頃に父、兄の影響で碁を覚えてたちまち周りの者を上回る。兄弟が多く家が貧しかったため、17歳で大阪に出て地方新聞編集の職に就き、20歳で東京で農商務省に勤務し、女流棋士伊藤繁に付いて碁を学ぶ。1891年（明治24年）、26歳で囲碁専業に身を投じて方円社に入り、翌92年に初段を許された。1893年二段、1895年三段、1898年四段。方円社では『囲碁新報』『初学独習新報』など雑誌執筆、発行に務めて文才も謳われ、巌崎健造社長の元では副社長格として腕をふるった。1901年に石井千治と十番碁（先）で8勝2敗。1902年、1909年に田村保寿と2次の十番碁。1907年に頭山満主催で伊沢厳吉と十番碁。この頃本因坊秀栄の四象会にも参加。1902年五段、1912年六段。
1912年に二代目中川亀三郎が方円社長就任すると経営を離れる。1918年（大正7年）の野沢竹朝との萬朝報対局は、二日徹夜、三日がかりの対局となり、広瀬が勝ったが憔悴のため勝継ぎの権利を放棄した。1918年には中華民国の国務院総理段祺瑞の招きで訪中。1919年にも本因坊秀哉、瀬越憲作、高部道平らと訪中。
1920年に中川が方円社長を辞任すると5代目社長に就任。翌1921年七段。1922年の日本囲碁協会趣意書の発起など碁界合同の気運の高まる中、方円社の丸ビル移転を計画し、後援者からの募金を募るがはかばかしくなく、同年末に病に倒れる。ついでこの機に、移転反対派だった鈴木為次郎、瀬越憲作が離脱して裨聖会を設立、翌1923年には岩佐銈、加藤信らによる坊門との合同による中央棋院が設立される。広瀬は病のまま1923年末に社長を辞任、棋界からも離れて名古屋に隠棲する。
1933年に日本棋院より名誉棋士の称号を受ける。1940年1月に本因坊秀哉が没すると、上京して棋院運営に協力するが、5月に脳溢血に倒れ、名古屋自宅にて死去。1942年追贈八段。
クリスチャンで、仲子夫人も女流棋士初段。門下に加藤信、岩本薫。長女・登美子は万代順四郎の妻。

## 著作
- 『原理応用囲碁定石講義 : 実戦鬼手録』、斯文館 （大正13年）